# Henricia epiphysialis
Henricia epiphysialis is een zeester uit de familie Echinasteridae. De wetenschappelijke naam van de soort werd in 2020 gepubliceerd door Ubagan, Lee, Kim en Shin.